# Carmen Șerban
Carmen Șerban es una popular cantante rumana con 26 álbumes grabados .
Ha colaborado con muchos de los cantantes más populares de Rumania como: Irina Loghin, Nicolae Guță y Adrian Copilul Miniune. Sus canciones tratan de amor, la lujuria y el dinero.  En su carrera de dos decenios, ha ganado tanta popularidad que ha estado de gira, no solo en Rumania, sino en Estados Unidos, Alemania, Italia y Canadá. Cada uno de sus álbumes ha vendido más de 100.000 placas, siendo una de las cantantes más reconocidas de Rumania.